# Frank O'Connor (actor)
Charles Francis O'Connor (n. 22 septembrie 1897, Lorain⁠(d), Ohio, SUA – d. 9 noiembrie 1979, New York City, New York, SUA), cunoscut mai ales ca Frank O'Connor, a fost fermier, actor și pictor american.
A fost soțul scriitoarei și filozoafei Ayn Rand.

## Biografie

### Ani timpurii
Frank O'Connor și Ayn Rand s-au cunoscut pe platourile de filmare, în anii târzii ai filmului mut, unde interpretau diferite roluri episodice. Rand scria, de asemenea, și scenarii de film, pentru care se pregătise la Universitatea de Stat din Sankt Petersburg. O'Connor era la începuturile realizării unei cariere de actor de film și de scenă. Rand îl admira pe O'Connor și s-a făcut remarcată împiedicându-se pe scenă și căzând peste el. Cei doi s-au căsătorit în 1929.
Pentru a face posibilă viitoarea carieră de scriitoare a soției sale și pentru a asigura familiei un venit constant, O'Connor a renunțat la cariera sa de actor, devenind un crescător de vite (rancher). Ideea sa a dat rezultate. Ulterior, după ce Ayn Rand începuse să devină cunoscută, O'Connor a început să apară în public cu soția sa, așa cum fusese la premiera piesei Night of January 16th (Noaptea de 16 ianuarie).

### Anii tâzii
Cei doi nu au avut copii, dar au avut mulți prieteni, dintre care unii erau sensibil mai tineri decât ei. Printre acești prieteni se numărau studenți și tineri profesioniști de diverse orientări, așa cum erau Nathaniel Branden (primul îngrijitor al operelor lui Ayn Rand), Alan Greenspan (economist, care a funcționat între 1987 și 2006 ca Președinte al Federal Reserve a Statelor Unite) și Leonard Peikoff (ulterior devenit editorul și îngrijitorul operelor lui Ayn Rand după decesul acesteia). O'Connor era adesea gazda discuțiilor și forumurilor despre interacțiunea interumană, filozofie, societate și obiectivism, în timp ce Rand era "motorul" acelor discuții.
Ulterior, O'Connor a urmat una din pasiunile sale, devenind un artist plastic, excelând mai ales în pictură. Unele din lucrările sale au fost folosite de soția sa, Ayn Rand, pentru ilustrarea unora dintre coperțile cărților sale.

### În film
Actorul Peter Fonda a apărut în rolul lui O'Connor într-un film de televiziune din 1999, The Passion of Ayn Rand, care o avea pe actrița Helen Mirren în rolul Ayn Rand.